# Туренка
Туренка — река в Поддорском и Старорусском районе Новгородской области.
Принадлежит бассейну Балтийского моря. Берёт начало на краю обширного болота Красный Мох, в районе деревни Переходы. В окрестностях деревни Гайново слева впадает в Холынью, устье находится в 22 км по левому берегу реки Холынья. Русло очень извилисто. В верхней части (до деревни Селькава) проходит по ненаселённой болотистой местности. Длина реки составляет 23 км.
На берегах реки расположено 5 деревень (от истока к устью): Селькава, Новинки, Кривец, Тургора, Дорожкино.

## Данные водного реестра
По данным государственного водного реестра России относится к Балтийскому бассейновому округу, водохозяйственный участок реки — Ловать и Пола, речной подбассейн реки — Волхов. Относится к речному бассейну реки Нева (включая бассейны рек Онежского и Ладожского озера).
Код объекта в государственном водном реестре — 01040200312102000023988.